# جوليا بود
جوليا بود هي فنانة الدفاع عن النفس كندية، ولدت في 4 يوليو 1983 في Roberts Creek, British Columbia ‏ في كندا.

## وصلات خارجية
- جوليا بود على موقع بيلاتور (الإنجليزية)
- جوليا بود على موقع شيردوغ (الإنجليزية)
- جوليا بود على موقع Tapology.com (الإنجليزية)
- جوليا بود على موقع فايت ماتريكس (الإنجليزية)
- جوليا بود على موقع IMDb (الإنجليزية)